# Arturo Ripstein
Arturo Ripstein y Rosen (Ciudad de México, 13 de diciembre de 1943) es un director de cine, autor de una extensa filmografía ganador de varios Premios Ariel y homenajeado con el Premio Nacional de Ciencias y Artes en el área de Bellas Artes en 1997, el segundo cineasta (el primero fue Luis Buñuel) que lo ha conseguido.

## Inicio de su trayectoria
Arturo Ripstein nació en el seno de una familia judía. Como hijo del productor Alfredo Ripstein Jr., se familiarizó desde muy pequeño con las prácticas y ritmos de la cinematografía mexicana. A los quince años su padre le llevó a ver Nazarín (1958) y descubrió a Luis Buñuel, con quien desarrolló una estrecha relación maestro-alumno que se mantuvo hasta la muerte del genio aragonés, en 1983.
Con la experiencia previa de dos cortometrajes realizados en su adolescencia, realizó su debut como director de cine a los 21 años. Su padre había adquirido los derechos de un guion escrito por Carlos Fuentes y por Gabriel García Márquez, titulado El charro, y le confió la dirección con la condición de que lo convirtiera en un western, género de marcada popularidad en aquellos años. El resultado fue Tiempo de morir (1965), que contó con la colaboración de experimentados profesionales como el fotógrafo Alex Phillips, el editor Carlos Savage y la actriz Marga López.
El temprano debut de Ripstein constituyó una situación extraordinaria para la época, considerando que la rígida estructura sindical de la industria cinematográfica mexicana mantenía cerradas sus puertas a nuevos directores. Dos factores se conjugaron para facilitar, indirectamente, la llegada de Ripstein al cine: por un lado, la creación del Centro Universitario de Estudios Cinematográficos (CUEC), primera escuela de cine de América Latina; por el otro, la organización de los concursos de cine experimental por la Sección de Técnicos y Manuales del Sindicato de Trabajadores de la Producción Cinematográfica (STPC) en 1965 y 1967. Aunque Ripstein no participó en ninguno de los concursos, ni era egresado del CUEC, la renovación de las filas del anquilosado gremio de directores era una necesidad imperativa y su atrevido debut fue recibido muy favorablemente.

## Consolidación e internacionalización
Su ingreso formal a la industria se produjo tres años después, con la adaptación de la novela de Elena Garro Los recuerdos del porvenir (1968). Durante los años setenta, Ripstein se consolidó como director e inició una de las etapas más fructíferas de su carrera, la cual incluye tres de las cintas más importantes del cine mexicano contemporáneo: El castillo de la pureza (1972), El lugar sin límites (1977) y Cadena perpetua (1978). Las dos últimas lograron colocarlo en el selecto grupo de jóvenes cuya filmografía comenzó a ser estudiada con detenimiento por especialistas nacionales y extranjeros.
Después de un breve periodo caracterizado por producciones poco afortunadas, Ripstein encontró en 1985 a la escritora Paz Alicia Garciadiego, quien se convirtió en su mancuerna más efectiva. A partir de El imperio de la fortuna (1985), el binomio Ripstein-Garciadiego emprendió un viaje directo rumbo a la definitiva internacionalización de la filmografía ripsteiniana. España y Francia le rindieron tributo a través de muestras, exhibiciones y premios, y su nombre comenzó a mencionarse repetidamente junto al título de "el mejor director mexicano de nuestro tiempo".
La soledad de las almas y la imposibilidad de cambiar la propia naturaleza son temas recurrentes en la filmografía de Ripstein. Variaciones sobre estos temas se localizan en todas sus películas, particularmente en El castillo de la pureza (1972), Principio y fin (1993), La reina de la noche (1994) y Profundo carmesí (1996). Sus filmes han sido calificados como lentos, sombríos y depresivos. El plano-secuencia es su herramienta fundamental para la puesta en escena. Estas características han hecho de Ripstein un director controvertido: amado y odiado por partes iguales, pero nunca ignorado.
Durante los años noventa, Arturo Ripstein pasó por uno de los mejores momentos de su carrera. En una década amarga para la producción cinematográfica en México, Ripstein fue el único director capaz de sostener un ritmo constante de producción: nueve películas en poco más de diez años. Principio y fin (1993) obtuvo el máximo galardón en el Festival Internacional de Cine de San Sebastián y el reconocimiento internacional hacia su obra facilitó la realización de películas como El evangelio de las maravillas (1998), El coronel no tiene quien le escriba (1999), Así es la vida... (1999) o La perdición de los hombres (2000), todas ellas coproducciones con empresas europeas.
A partir del nuevo siglo, la atención de la crítica internacional se reorientó hacia las propuestas fílmicas de directores mexicanos más jóvenes, como Carlos Reygadas, y el cine de Ripstein pareció perder una parte del prestigio adquirido a lo largo de casi cinco décadas de trabajo ininterrumpido. Sin embargo, su obra sigue siendo considerada una de las más importantes del cine mexicano de todos los tiempos.

## Vida personal
Está casado con Paz Alicia Garciadiego, quien ha escrito los guiones de muchas de sus películas mientras que su hijo, Alejandro Ripstein, ha participado también en sus producciones como editor.[cita requerida]. En junio de 2003, él y su esposa recibieron las nacionalidad española por carta de naturaleza.

## Filmografía
Como director
| Año  | Película                                                                                           | Nota                                                                      |
| ---- | -------------------------------------------------------------------------------------------------- | ------------------------------------------------------------------------- |
| 1965 | Tiempo de morir                                                                                    |                                                                           |
| 1966 | H.O., episodio de Juego peligroso / Jôgo perigoso                                                  | México - Brasil                                                           |
| 1968 | Los recuerdos del porvenir                                                                         |                                                                           |
| 1969 | Salón Independiente                                                                                | Cortometraje documental dirigido con Rafael Castanedo y con Felipe Cazals |
| 1969 | La hora de los niños                                                                               |                                                                           |
| 1970 | QRR (Quien resulte responsable)                                                                    | No acreditado. Documental dirigido con Gustavo Alatriste                  |
| 1970 | Crimen                                                                                             | Cortometraje                                                              |
| 1970 | La belleza                                                                                         | Cortometraje                                                              |
| 1970 | Exorcismos                                                                                         | Cortometraje                                                              |
| 1971 | Autobiografía                                                                                      | Cortometraje                                                              |
| 1971 | El náufrago de la calle de la Providencia                                                          | Mediometraje documental dirigido con Rafael Castanedo                     |
| 1972 | El castillo de la pureza                                                                           |                                                                           |
| 1973 | El Santo Oficio                                                                                    |                                                                           |
| 1974 | Los otros niños                                                                                    | Mediometraje documental                                                   |
| 1974 | Una nación en marcha, número 3                                                                     | Cortometraje documental                                                   |
| 1975 | Tiempo de correr                                                                                   | Cortometraje documental                                                   |
| 1975 | Foxtrot / The other side of paradise                                                               | México - Suiza - Reino Unido                                              |
| 1975 | La causa / Tres preguntas a Chávez                                                                 | Cortometraje documental                                                   |
| 1976 | Lecumberri (El Palacio Negro)                                                                      | Documental                                                                |
| 1976 | El borracho                                                                                        | Cortometraje documental                                                   |
| 1977 | El lugar sin límites                                                                               |                                                                           |
| 1977 | La viuda negra                                                                                     |                                                                           |
| 1978 | Cadena perpetua                                                                                    |                                                                           |
| 1978 | La tía Alejandra                                                                                   |                                                                           |
| 1979 | La ilegal                                                                                          |                                                                           |
| 1979 | La seducción                                                                                       |                                                                           |
| 1981 | Rastro de muerte                                                                                   |                                                                           |
| 1983 | De todo como en botica                                                                             | Cortometraje documental                                                   |
| 1983 | Quítele el usted y tratamos                                                                        | Cortometraje documental                                                   |
| 1984 | El otro                                                                                            |                                                                           |
| 1985 | El imperio de la fortuna                                                                           |                                                                           |
| 1987 | Una semana en la vida del presidente                                                               | Cortometraje documental en vídeo                                          |
| 1988 | Mentiras piadosas                                                                                  |                                                                           |
| 1991 | La mujer del puerto / Woman of the port                                                            | México - Estados Unidos                                                   |
| 1993 | Principio y fin                                                                                    |                                                                           |
| 1994 | La reina de la noche / The queen of the night / La reine de la nuit                                | México - Estados Unidos - Francia                                         |
| 1996 | Profundo carmesí / Carmin profond                                                                  | México - Francia - España                                                 |
| 1997 | Hombre con guitarra                                                                                | España · Telefilme de corto metraje documental · Serie Autor x autor      |
| 1998 | El evangelio de las maravillas                                                                     | México - Argentina - España                                               |
| 1998 | El coronel no tiene quien le escriba / Pas de lettre pour le colonel / Personne n'écrit au colonel | México - España - Francia                                                 |
| 1999 | Así es la vida... / C'est la vie...                                                                | México - España - Francia                                                 |
| 2000 | La perdición de los hombres                                                                        | México - España                                                           |
| 2001 | Juan Soriano: Fecit dixit                                                                          | Telefilme documental                                                      |
| 2002 | La virgen de la lujuria / A virgem da luxúria                                                      | España - México - Portugal                                                |
| 2004 | Mi gran noche                                                                                      | Cortometraje                                                              |
| 2005 | Los héroes y el tiempo                                                                             | Documental en vídeo                                                       |
| 2005 | Un día en la vida de dos restaurantes                                                              | Telefilme de corto metraje documental                                     |
| 2006 | Carnaval de Sodoma                                                                                 | México - España                                                           |
| 2012 | Las razones del corazón                                                                            | México - España                                                           |
| 2015 | La calle de la amargura                                                                            | México - España                                                           |
| 2019 | El diablo entre las piernas                                                                        |                                                                           |

| Año       | Telenovela        | Nota     |
| --------- | ----------------- | -------- |
| 1988-1989 | Dulce desafío     | Televisa |
| 1989-1990 | Simplemente María | Televisa |
| 2007      | Destilando amor   | Televisa |

Como actor
| Año  | Película                    | Nota                                                                                 |
| ---- | --------------------------- | ------------------------------------------------------------------------------------ |
| 1963 | Dile que la quiero          | México Dirigido por Fernando Cortés                                                  |
| 1964 | Los novios de mis hijas     | México En el papel de Raúl, dirigido por Alfredo B. Crevenna                         |
| 1968 | Mariana                     | México Dirigido por Juan Guerrero Sánchez                                            |
| 1969 | Los recuerdos del porvenir  | México Papel sin créditos, dirigido por él mismo                                     |
| 1969 | Familiaridades              | México Dirigida por Felipe Cazals                                                    |
| 1972 | Palacio chino               | México Cortometraje (30'), dirigido por Carlos Castañón                              |
| 1977 | Cuartelazo                  | México En el papel de embajador (sin créditos), dirigido por Alberto Isaac           |
| 1979 | El vuelo de la cigüeña      | México Dirigido por Julián Pastor                                                    |
| 1979 | Adriana del Río, actriz     | México Dirigida por Alberto Bojórquez Patrón                                         |
| 1981 | Rastro de muerte            | México Dirigido por él mismo                                                         |
| 1985 | El amante africano          | México Cortometraje (19')                                                            |
| 1987 | Senda de gloria             | México Telenovela, en el papel de Lázaro Cárdenas (mismo papel que Arturo Beristáin) |
| 2015 | Internet Junkie             | Israel En el papel de Roberto, dirigido por Alexander Katzowicz                      |
| 2016 | La reina de España          | España En el papel de Sam Spiegelman, dirigido por Fernando Trueba                   |
| 2020 | Recuerdo de mi presentación | México Voz en off del Sacerdote, dirigido por Antanas Amador                         |

## Premios y distinciones
En 2014 recibió el título de doctor honoris causa por la Universidad de Valparaíso, Chile.
En agosto de 2023, la Universidad Autónoma de Ciudad Juárez le rindió un homenaje por su amplia trayectoria y contribución al séptimo arte, esto en el marco del 50 aniversario de la fundación de dicha institución de educación superior.
El 25 de agosto, el director se presentó, junto a Paz Alicia Garciadiego, en el Teatro Gracia Pasquel del Centro Cultural Universitario (CCU) y en donde ofrecieron un amplio conversatorio sobre sus carreras en el cine.
El 26 de agosto se presentó en la sala de cine de la UACJ ubicada en el Centro Cultural de las Fronteras (CCF), donde recibió un homenaje por parte de la comunidad universitaria. Desde ese día, dicha sala lleva oficialmente su nombre.
Premios Ariel de la Academia Mexicana de Artes y Ciencias Cinematográficas
| Año  | Categoría                     | Película                       | Resultado |
| ---- | ----------------------------- | ------------------------------ | --------- |
| 1973 | Mejor película (ex aequo)     | El castillo de la pureza       | Premiado  |
| 1973 | Mejor dirección (ex aequo)    | El castillo de la pureza       | Premiado  |
| 1973 | Mejor guion cinematográfico   | El castillo de la pureza       | Premiado  |
| 1973 | Mejor argumento original      | El castillo de la pureza       | Nominado  |
| 1975 | Mejor guion cinematográfico   | El Santo Oficio                | Nominado  |
| 1976 | Mejor cortometraje documental | Tiempo de correr               | Premiado  |
| 1977 | Mejor cortometraje documental | La causa                       | Premiado  |
| 1978 | Mejor película                | El lugar sin límites           | Nominado  |
| 1978 | Mejor dirección               | El lugar sin límites           | Nominado  |
| 1978 | Mejor guion cinematográfico   | El lugar sin límites           | Nominado  |
| 1979 | Mejor película                | Cadena perpetua                | Premiado  |
| 1979 | Mejor dirección               | Cadena perpetua                | Premiado  |
| 1979 | Mejor guion cinematográfico   | Cadena perpetua                | Nominado  |
| 1984 | Mejor película                | La viuda negra                 | Nominado  |
| 1984 | Mejor dirección               | La viuda negra                 | Nominado  |
| 1987 | Mejor película                | El imperio de la fortuna       | Premiado  |
| 1987 | Mejor dirección               | El imperio de la fortuna       | Premiado  |
| 1994 | Mejor película                | Principio y fin                | Premiado  |
| 1996 | Mejor película                | La reina de la noche           | Nominado  |
| 1996 | Mejor película                | Profundo carmesí               | Nominado  |
| 1999 | Mejor dirección               | El evangelio de las maravillas | Nominado  |
| 2014 | Ariel de Oro                  | Por trayectoria                | Premiado  |

Premios ACE
| Año  | Categoría       | Película             | Resultado |
| ---- | --------------- | -------------------- | --------- |
| 1979 | Mejor dirección | El lugar sin límites | Premiado  |
| 1998 | Mejor dirección | Profundo carmesí     | Premiado  |

Premios Turia
| Año  | Categoría                                      | Película         | Resultado |
| ---- | ---------------------------------------------- | ---------------- | --------- |
| 1997 | Premio del Público a mejor película extranjera | Profundo carmesí | Premiado  |

Festival Internacional de Cine de Venecia
| Año  | Categoría                                   | Película                | Resultado |
| ---- | ------------------------------------------- | ----------------------- | --------- |
| 2002 | Premio especial del Jurado-Mención especial | La virgen de la lujuria | Ganador   |

Festival Internacional de Cine de San Sebastián
| Año  | Categoría                         | Película                    | Resultado |
| ---- | --------------------------------- | --------------------------- | --------- |
| 1978 | Premio especial del jurado        | El lugar sin límites        | Ganador   |
| 1993 | Concha de Oro                     | Principio y fin             | Ganador   |
| 2000 | Concha de Oro a la mejor película | La perdición de los hombres | Ganador   |
| 2000 | Premio FIPRESCI                   | La perdición de los hombres | Ganador   |

Festival Internacional de Cine de Cartagena
| Año  | Categoría                               | Película        | Resultado |
| ---- | --------------------------------------- | --------------- | --------- |
| 1994 | India Catalina de Oro al mejor director | Principio y fin | Premiado  |

Cinemafest Puerto Rico
| Año  | Categoría                                | Película        | Resultado |
| ---- | ---------------------------------------- | --------------- | --------- |
| 1994 | Pitirre al mejor largometraje de ficción | Principio y fin | Premiado  |

Festival de Cine de Sundance
| Año  | Categoría                                            | Película                             | Resultado |
| ---- | ---------------------------------------------------- | ------------------------------------ | --------- |
| 1997 | Mención de honor del premio al Cine de Latinoamérica | Profundo carmesí                     | Premiado  |
| 2000 | Premio al Cine de Latinoamérica (ex aequo)           | El coronel no tiene quien le escriba | Premiado  |

Festival Internacional del Nuevo Cine Latinoamericano de La Habana
| Año  | Categoría                  | Película          | Resultado |
| ---- | -------------------------- | ----------------- | --------- |
| 1994 | Primer Premio Coral        | Principio y fin   | Premiado  |
| 1994 | Premio FIPRESCI            | Principio y fin   | Premiado  |
| 1996 | Primer Premio Coral        | Profundo carmesí  | Premiado  |
| 1996 | Premio Coral de dirección  | Profundo carmesí  | Premiado  |
| 2000 | Premio especial del jurado | Así es la vida... | Premiado  |
| 2000 | Premio FIPRESCI            | Así es la vida... | Premiado  |

Festival Internacional de Cine de Guadalajara
| Año  | Categoría                 | Película                       | Resultado |
| ---- | ------------------------- | ------------------------------ | --------- |
| 1994 | Premio FIPRESCI           | Principio y fin                | Premiado  |
| 1994 | Premio DICINE             | Principio y fin                | Premiado  |
| 1995 | Premio FIPRESCI           | La mujer del puerto            | Premiado  |
| 1995 | Premio DICINE             | La mujer del puerto            | Premiado  |
| 1999 | Mayahuel a mejor película | El evangelio de las maravillas | Premiado  |

Festival Internacional de Cine de Río de Janeiro
| Año  | Categoría                                        | Película                | Resultado |
| ---- | ------------------------------------------------ | ----------------------- | --------- |
| 2002 | Premio FIPRESCI a mejor película latinoamericana | La virgen de la lujuria | Premiado  |

Festival de Cine de Gramado
| Año  | Categoría                       | Película                    | Resultado |
| ---- | ------------------------------- | --------------------------- | --------- |
| 2002 | Kikito de Oro a mejor película  | La perdición de los hombres | Premiado  |
| 2002 | Kikito de Oro a mejor dirección | La perdición de los hombres | Premiado  |

Cinemafest Puerto Rico
| Año  | Categoría                                | Película        | Resultado |
| ---- | ---------------------------------------- | --------------- | --------- |
| 1994 | Pitirre al mejor largometraje de ficción | Principio y fin | Premiado  |

Festival de los Tres Continentes - Cine de África, América Latina y Asia
| Año  | Categoría                                   | Película        | Resultado |
| ---- | ------------------------------------------- | --------------- | --------- |
| 1993 | Premio Ciudad de Nantes a la Mejor película | Principio y fin | Premiado  |
| 1993 | Premio Montgolfiere de Oro                  | Principio y fin | Premiado  |

Festival de Cine Latino de San Diego
| Año  | Categoría                                        | Película        | Resultado |
| ---- | ------------------------------------------------ | --------------- | --------- |
| 2002 | Premio al Logro Especial para la Mejor Dirección | Principio y fin | Premiado  |

Festival Internacional de Cine de San Francisco
| Año  | Categoría             | Película        | Resultado |
| ---- | --------------------- | --------------- | --------- |
| 1999 | Premio Akira Kurosawa | Por trayectoria | Premiado  |

Festival Internacional de Cine de Huesca
| Año  | Categoría               | Película        | Resultado |
| ---- | ----------------------- | --------------- | --------- |
| 1995 | Premio Ciudad de Huesca | Por trayectoria | Premiado  |